# 吕特茨堡
吕特茨堡是德国下萨克森州的一个市镇。总面积16.73平方公里，总人口778人，其中男性400人，女性378人（2011年12月31日），人口密度47人/平方公里。